# The End of the Tour
The End of the Tour Brasil: O Final da Turnê  é um filme biográfico de 2015 dirigido por James Ponsoldt. Este filme é sobre o encontro entre o escritor David Foster Wallace e o jornalista David Lipsky.

## Sinopse
O filme retrata 5 dias durante os quais o jornalista David Lipsky entrevistou o romancista David Foster, que acabava de publicar seu romance Infinite Jest.

## Ficha Técnica
- Direção: James Ponsoldt
- Roteiro: Donald Margulies adaptado do livro de David Lipsky "Embora é claro que você acabe se tornando você mesmo"
- Direção de arte: Sarah M. Pot
- Figurinos: Emma Potter
- Fotografia: Jakob Ihre
- Edição: Darrin Navarro
- Música: Danny Elfman
- Produtores: James Dahl, Matt DeRoss, David Kanter, Mark C. Manuel, Ted O'Neal
- Produtoras: Anonymous Content, Kilburn Media, Modern Man Films
- Empresa de distribuição: A24 Films